# Дембеле, Усман
Масу́р Усма́н Дембеле́ (фр. Masour Ousmane Dembélé, французское произношение: [masuʁ usman dɛmbele]; род. 15 мая 1997, Вернон) — французский футболист, нападающий клуба «Пари Сен-Жермен» и национальной сборной Франции. Чемпион мира 2018 года. Являлся одним из самых дорогих французских футболистов, летом 2017 года он перешёл в «Барселону» за 105 млн евро.

## Ранние годы
Родился 15 мая 1997 года в городе Вернон, вырос в соседнем Эврё, где и начинал играть в футбол. С 2008 по 2010 Дембеле увлекался футзалом, где здорово прибавил в технике и дриблинге. В 13 лет его пригласили в академию «Ренна». Нападающего приметил тренер молодёжной команды Янник Меню, который впоследствии тренировал его вплоть до профессионального дебюта:
«Я тренировал его 4 сезона вплоть до команды U-17. Он всегда был на голову выше партнеров и каждый сезон раньше времени переходил в следующую возрастную категорию. Он постоянно прогрессировал. Он никогда не получал травм, у него есть врожденное чувство приближения опасности и умение уходить от удара».
На Усмана также претендовали «Кан» и «Гавр», но только в «Ренне» согласились предоставить жильё его семье: матери, брату и двум сестрам. С 2013 года Дембеле начал попадать в заявку резервного состава «Ренна». В сезоне 2014/15 стал основным бомбардиром этой команды. Он забил 13 голов в 18 матчах. На тот момент ему только исполнилось 17 лет. Дембеле был признан лучшим молодым талантом «Ренна», а также лучшим игроком четвёртого дивизиона. В том же сезоне он впервые был вызван в сборную Франции до 17 лет.

## Клубная карьера
Дембеле прошёл через академию «Ренна», однако не сразу был переведён в основную команду из-за проблем с дисциплиной.
Наставник «Ренна» Филипп Монтанье не спешил привлекать Усмана к играм за основной состав, поэтому оставил его вне заявки на сезон 2015/16. Под давлением руководства Монтанье начал заявлять Дембеле на матчи. К тому моменту футболист ещё не имел профессиональный контракт с клубом. Игрок объявил о желании сменить клубную прописку. Усман отказывался тренироваться с основой «Ренна» и был близок к уходу в «Бенфику» за 2 миллиона евро.
1 октября 2015 года Усман Дембеле всё-таки подписал первый профессиональный контракт с французским клубом «Ренн». 6 ноября 2015 года он дебютировал в основном составе «Ренна», заменив Камиля Гросицкого в матче против «Анже». 22 ноября впервые вышел в стартовом составе своего клуба и забил гол в игре с «Бордо». В том же матче Дембеле отметился первой голевой передачей. В 2016 году многие команды стали следить за молодым игроком. Его сравнивали с Криштиану Роналду эпохи «Манчестер Юнайтед» и Эденом Азаром. Усман отличался своим дриблингом, а также дальним ударом с левой ноги. 6 марта нападающий сделал свой первый в карьере хет-трик в матче против «Нанта». На этой игре присутствовали скауты «Барселоны», «Ливерпуля» и «Челси», о которых не было известно заранее. Француз моментально стал одним из самых востребованных игроков на рынке. До конца сезона он оформил дубль в противостоянии с «Реймсом» (3:1), а также помог «Ренну» оформить исторический разгром «Марселя» на «Велодроме» (5:2). Футболист забил за сезон 12 голов и сделал 6 голевых передач.

### «Боруссия» (Дортмунд)
12 мая 2016 года было объявлено о достижении соглашения о переходе Дембеле в «Боруссию Дортмунд». Сумма трансфера составила 15 миллионов евро. Усман подписал с немецким клубом пятилетний контракт. В первом же товарищеском матче за «Боруссию» Дембеле забил гол. До конца сборов он ещё пять раз появлялся в стартовом составе, но отличиться полезными действиями не смог. Начало карьеры в Бундеслиге также не оказалось успешным: за 3 матча нападающий не сделал ни одного голевого действия. 14 сентября Усман провёл дебютный матч в Лиге чемпионов против «Легии», в котором отметился двумя голевыми передачами. 20 сентября забил дебютный гол, поучаствовав в разгроме «Вольфсбурга» (5:1). В ответном противостоянии с «Легией» забил гол и отдал три голевые передачи. К середине сезона Усман на некоторое время потерял место в основе, однако все равно продолжал регулярно отличаться. Дебютный сезон в Германии завершился голом в финале кубка против «Айнтрахта». Всего же в том сезоне он сыграл 49 матчей, забил 10 мячей и отдал 22 голевые передачи.

### «Барселона»
25 августа 2017 года официальный сайт «Барселоны» объявил о переходе нападающего в испанский клуб. За трансфер футболиста «каталонцы» заплатили 105 миллионов евро, ещё 42 млн евро стали бонусом. Контракт был заключён сроком на пять лет. Сумма отступных составила 400 млн евро. В новом клубе игрок стал выступать под 11-м номером. Трансфер Дембеле стал вторым самым дорогим в истории «Барселоны» и четвёртым самым дорогим трансфером в истории футбола, а также самой дорогой продажей игрока из чемпионата Германии. Усман сравнялся с Полем Погба (105 млн евро), но обошёл его за счет бонусов. Дембеле дебютировал в новом клубе 9 сентября в матче против «Эспаньола». Он заменил на 68-й минуте Жерара Деулофеу и отдал голевую передачу на Луиса Суареса.
16 сентября 2017 года получил разрыв бедренного сухожилия. По предварительным оценкам, восстановление новичка «Барсы» должно было занять не менее четырёх месяцев. В следующий раз Дембеле появился на поле только 4 января 2018 года в матче 1/8 финала Кубка Испании с «Сельтой». На 72 минуте француз заменил Хосе Арнаиса.
В сезоне 2021/22 стал лучшим ассистентом Примеры. В июле этого же года продлил контракт с каталонцами до 2024 года.

### «Пари Сен-Жермен»
12 августа 2023 года был приобретён французским «Пари Сен-Жермен» за 50 миллионов евро. До конца контракта с «Барселоной» у Дембеле оставалось 10 месяцев.  
Первый гол за новый клуб Усман забил 24 ноября 2023 года в матче против «Монако». Встреча закончилась разгромной победой парижан со счётом 5:2. Впервые в Лиге чемпионов забил в матче против своей бывшей команды «Барселоны». Дембеле отпраздновал гол, чем спровоцировал шквал критики от фанатов каталонского клуба. 

## Карьера в сборной
Дембеле провёл суммарно 19 матчей за юношеские сборные Франции и забил 4 гола (все за команду до 17 лет). Вскоре после перехода в «Боруссию» получил дебютный вызов от Дидье Дешама в сборную Франции. 1 сентября 2016 года вышел на 28 минут товарищеского поединка против Италии (1:3). 25 марта отыграл полный матч квалификации к ЧМ-2017 против Люксембурга, однако ничем полезным не отметился. 13 июня 2017 года Дембеле забил первый гол за сборную, принеся победу в непростом домашнем матче против Англии (3:2).
Летом 2018 года в составе сборной Франции стал чемпионом мира в турнире, который проходил в России. На групповом этапе Франция набрала 7 очков, а Дембеле сыграл в каждом из матчей. С Австралией и Данией он играл с первых минут, а против Перу вышел на 75-й минуте.
В первом матчей плей-офф против Аргентины (4:3) Дембеле не сыграл, а с Уругваем (2:0) появился только на 88-й минуте встречи, когда её исход был уже предрешен. В полуфинале против Бельгии (1:0) и в финале с Хорватией (4:2) Усман на поле не появился.

## Достижения

### Командные
«Боруссия» Дортмунд
- Обладатель Кубка Германии: 2016/17

«Барселона»
- Чемпион Испании (3): 2017/18, 2018/19, 2022/23
- Обладатель Кубка Испании (2): 2017/18, 2020/21
- Обладатель Суперкубка Испании (2): 2018, 2022/23

«Пари Сен-Жермен»
- Чемпион Франции (2): 2023/24, 2024/25
- Обладатель Кубка Франции (2): 2023/24, 2024/25
- Обладатель Суперкубка Франции (2): 2023, 2024
- Победитель Лиги чемпионов УЕФА: 2024/25
- Обладатель Суперкубка УЕФА: 2025

Сборная Франции
- Чемпион мира: 2018
- Серебряный призёр чемпионата мира: 2022
- Бронзовый призёр Лиги наций УЕФА: 2024/25

### Личные
- Молодой игрок года во Франции по версии НСПФ: 2016
- Футболист года во Франции по версии НСПФ: 2025
- Входит в состав символической сборной сезона Бундеслиги: 2016/17[32]
- Лучший бомбардир чемпионата Франции: 2024/25 (21 гол)[33]
- Лучший ассистент чемпионата Испании: 2021/22 (13 передач)[34]
- Лучший ассистент чемпионата Франции: 2023/24 (10 передач)[35]
- Игрок сезона Лиги чемпионов УЕФА: 2024/25[36]
- Входит в состав символической сборной сезона Лиги чемпионов УЕФА: 2024/25[37]

### Награды
- Кавалер ордена Почётного легиона: 2018[38]

## Статистика выступлений

### Клубная статистика
| Выступление         | Выступление            | Выступление      | Лига | Лига | Кубки | Кубки | Континент. | Континент. | Итого | Итого |
| Клуб                | Лига                   | Сезон            | Игры | Голы | Игры  | Голы  | Игры       | Голы       | Игры  | Голы  |
| ------------------- | ---------------------- | ---------------- | ---- | ---- | ----- | ----- | ---------- | ---------- | ----- | ----- |
| Ренн B              | Любительский чемпионат | 2014/15          | 18   | 13   | 0     | 0     | 0          | 0          | 18    | 13    |
| Ренн B              | Любительский чемпионат | 2015/16          | 4    | 0    | 0     | 0     | 0          | 0          | 4     | 0     |
| Ренн B              | Итого                  | Итого            | 22   | 13   | 0     | 0     | 0          | 0          | 22    | 13    |
| Ренн                | Лига 1                 | 2015/16          | 26   | 12   | 3     | 0     | 0          | 0          | 29    | 12    |
| Ренн                | Итого                  | Итого            | 26   | 12   | 3     | 0     | 0          | 0          | 29    | 12    |
| Боруссия (Дортмунд) | Бундеслига             | 2016/17          | 32   | 6    | 7     | 2     | 10         | 2          | 49    | 10    |
| Боруссия (Дортмунд) | Бундеслига             | 2017/18          | 0    | 0    | 1     | 0     | 0          | 0          | 1     | 0     |
| Боруссия (Дортмунд) | Итого                  | Итого            | 32   | 6    | 8     | 2     | 10         | 2          | 50    | 10    |
| Барселона           | Примера                | 2017/18          | 17   | 3    | 3     | 0     | 3          | 1          | 23    | 4     |
| Барселона           | Примера                | 2018/19          | 29   | 8    | 5     | 3     | 8          | 3          | 42    | 14    |
| Барселона           | Примера                | 2019/20          | 5    | 1    | 0     | 0     | 4          | 0          | 9     | 1     |
| Барселона           | Примера                | 2020/21          | 30   | 6    | 8     | 2     | 6          | 3          | 44    | 11    |
| Барселона           | Примера                | 2021/22          | 21   | 1    | 2     | 1     | 9          | 0          | 32    | 2     |
| Барселона           | Примера                | 2022/23          | 25   | 5    | 4     | 2     | 6          | 1          | 35    | 8     |
| Барселона           | Итого                  | Итого            | 127  | 24   | 22    | 8     | 36         | 8          | 185   | 40    |
| Пари Сен-Жермен     | Лига 1                 | 2023/24          | 26   | 3    | 5     | 1     | 11         | 2          | 42    | 6     |
| Пари Сен-Жермен     | Лига 1                 | 2024/25          | 29   | 21   | 5     | 4     | 18         | 10         | 52    | 35    |
| Пари Сен-Жермен     | Итого                  | Итого            | 55   | 24   | 10    | 5     | 29         | 12         | 94    | 41    |
| Всего за карьеру    | Всего за карьеру       | Всего за карьеру | 262  | 79   | 43    | 15    | 75         | 22         | 380   | 116   |

### Матчи за сборную
| №  | Дата             | Оппонент    | Счёт           | Голы | Нарушения    | Минуты | Соревнование             |
| -- | ---------------- | ----------- | -------------- | ---- | ------------ | ------ | ------------------------ |
| 1  | 1 сентября 2016  | Италия      | 3:1            | —    | —            | 27'    | Товарищеский матч        |
| 2  | 6 сентября 2016  | Беларусь    | 0:0            | —    | —            | 21'    | Отбор ЧМ-2018 (группа А) |
| 3  | 15 ноября 2016   | Кот-д’Ивуар | 0:0            | —    | —            | 45'    | Товарищеский матч        |
| 4  | 25 марта 2017    | Люксембург  | 3:1            | —    | —            | 90'    | Отбор ЧМ-2018 (группа А) |
| 5  | 28 марта 2017    | Испания     | 0:2            | —    | —            | 10'    | Товарищеский матч        |
| 6  | 2 июня 2017      | Парагвай    | 5:0            | —    | —            | 45'    | Товарищеский матч        |
| 7  | 13 июня 2017     | Англия      | 3:2            | Гол  | —            | 90'    | Товарищеский матч        |
| 8  | 23 марта 2018    | Колумбия    | 2:3            | —    | —            | 24'    | Товарищеский матч        |
| 9  | 27 марта 2018    | Россия      | 3:1            | —    | —            | 72'    | Товарищеский матч        |
| 10 | 28 мая 2018      | Ирландия    | 2:0            | —    | —            | 13'    | Товарищеский матч        |
| 11 | 1 июня 2018      | Италия      | 3:1            | Гол  | —            | 70'    | Товарищеский матч        |
| 12 | 9 июня 2018      | США         | 1:1            | —    | —            | 32'    | Товарищеский матч        |
| 13 | 16 июня 2018     | Австралия   | 2:1            | —    | —            | 70'    | ЧМ-2018 (группа C)       |
| 14 | 21 июня 2018     | Перу        | 1:0            | —    | —            | 15'    | ЧМ-2018 (группа C)       |
| 15 | 26 июня 2018     | Дания       | 0:0            | —    | —            | 78'    | ЧМ-2018 (группа C)       |
| 16 | 6 июля 2018      | Уругвай     | 2:0            | —    | —            | 2'     | ЧМ-2018 (1/4 финала)     |
| 17 | 6 сентября 2018  | Германия    | 0:0            | —    | —            | 24'    | Лига наций (А)           |
| 18 | 9 сентября 2018  | Нидерланды  | 2:1            | —    | —            | 1'     | Лига наций (А)           |
| 19 | 11 октября 2018  | Исландия    | 2:2            | —    | —            | 67'    | Товарищеский матч        |
| 20 | 16 октября 2018  | Германия    | 2:1            | —    | —            | 4'     | Лига наций (А)           |
| 21 | 16 ноября 2018   | Нидерланды  | 0:2            | —    | Предупреждён | 26'    | Лига наций (А)           |
| 22 | 24 марта 2021    | Украина     | 1:1            | —    | —            | 27'    | Отбор ЧМ-2022 (группа D) |
| 23 | 28 марта 2021    | Казахстан   | 2:0            | Гол  | Предупреждён | 90'    | Отбор ЧМ-2022 (группа D) |
| 24 | 2 июня 2021      | Уэльс       | 3:0            | Гол  | —            | 18'    | Товарищеский матч        |
| 25 | 8 июня 2021      | Болгария    | 3:0            | —    | —            | 25'    | Товарищеский матч        |
| 26 | 15 июня 2021     | Германия    | 1:0            | —    | —            | 1'     | ЧЕ-2020 (группа F)       |
| 27 | 19 июня 2021     | Венгрия     | 1:1            | —    | —            | 31'    | ЧЕ-2020 (группа F)       |
| 28 | 22 сентября 2022 | Австрия     | 2:0            | —    | —            | 11'    | Лига наций (А)           |
| 29 | 22 ноября 2022   | Австралия   | 4:1            | —    | —            | 77'    | ЧМ-2022 (группа D)       |
| 30 | 26 ноября 2022   | Дания       | 2:1            | —    | —            | 75'    | ЧМ-2022 (группа D)       |
| 31 | 30 ноября 2022   | Тунис       | 1:0            | —    | —            | 11'    | ЧМ-2022 (группа D)       |
| 32 | 4 декабря 2022   | Польша      | 3:1            | —    | —            | 76'    | ЧМ-2022 (1/8 финала)     |
| 33 | 10 декабря 2022  | Англия      | 1:2            | —    | Предупреждён | 79'    | ЧМ-2022 (1/4 финала)     |
| 34 | 14 декабря 2022  | Марокко     | 2:0            | —    | —            | 79'    | ЧМ-2022 (1/2 финала)     |
| 35 | 18 декабря 2022  | Аргентина   | 3:3 (2:4 пен.) | —    | —            | 41'    | ЧМ-2022 (финал)          |
| 36 | 16 июня 2023     | Гибралтар   | 0:3            | —    | —            | 24'    | Отборочные матчи ЧЕ-2024 |
| 37 | 19 июня 2023     | Греция      | 1:0            | —    | —            | 13'    | Отборочные матчи ЧЕ-2024 |
| 38 | 7 сентября 2023  | Ирландия    | 2:0            | —    | —            | 73'    | Отборочные матчи ЧЕ-2024 |
| 39 | 12 сентября 2023 | Германия    | 2:1            | —    | —            | 25'    | Товарищеский матч        |
| 40 | 17 октября 2023  | Шотландия   | 4:1            | —    | —            | 64'    | Товарищеский матч        |
| 41 | 18 ноября 2023   | Гибралтар   | 14:0           | Гол  | —            | 24'    | Отборочные матчи ЧЕ-2024 |
| 42 | 21 ноября 2023   | Греция      | 2:2            | —    | Предупреждён | 65'    | Отборочные матчи ЧЕ-2024 |
| 43 | 23 марта 2024    | Германия    | 0:2            | —    | —            | 83'    | Товарищеский матч        |
| 44 | 9 июня 2024      | Канада      | 0:0            | —    | —            | 74'    | Товарищеский матч        |
| 45 | 17 июня 2024     | Австрия     | 0:1            | —    | Предупреждён | 71'    | ЧЕ-2024 (группа D)       |
| 46 | 21 июня 2024     | Нидерланды  | 0:0            | —    | —            | 75'    | ЧЕ-2024 (группа D)       |
| 47 | 25 июня 2024     | Польша      | 1:1            | —    | —            | 86'    | ЧЕ-2024 (группа D)       |
| 48 | 5 июля 2024      | Португалия  | 0:0 (5:3 пен.) | —    | —            | 53'    | ЧЕ-2024 (1/4 финала)     |
| 49 | 9 июля 2024      | Испания     | 2:1            | —    | —            | 79'    | ЧЕ-2024 (1/2 финала)     |
| 50 | 6 сентября 2024  | Италия      | 1:3            | —    | —            | 32'    | Лига наций (А)           |
| 51 | 9 сентября 2024  | Бельгия     | 2:0            | Гол  | —            | 80'    | Лига наций (А)           |
| 52 | 10 октября 2024  | Израиль     | 1:4            | —    | —            | 90'    | Лига наций (А)           |
| 53 | 14 октября 2024  | Бельгия     | 1:2            | —    | —            | 79'    | Лига наций (А)           |

Итого: сыграно матчей: 53 / забито голов: 6; победы: 32, ничьи: 12, поражения: 9.